# Binario tronco

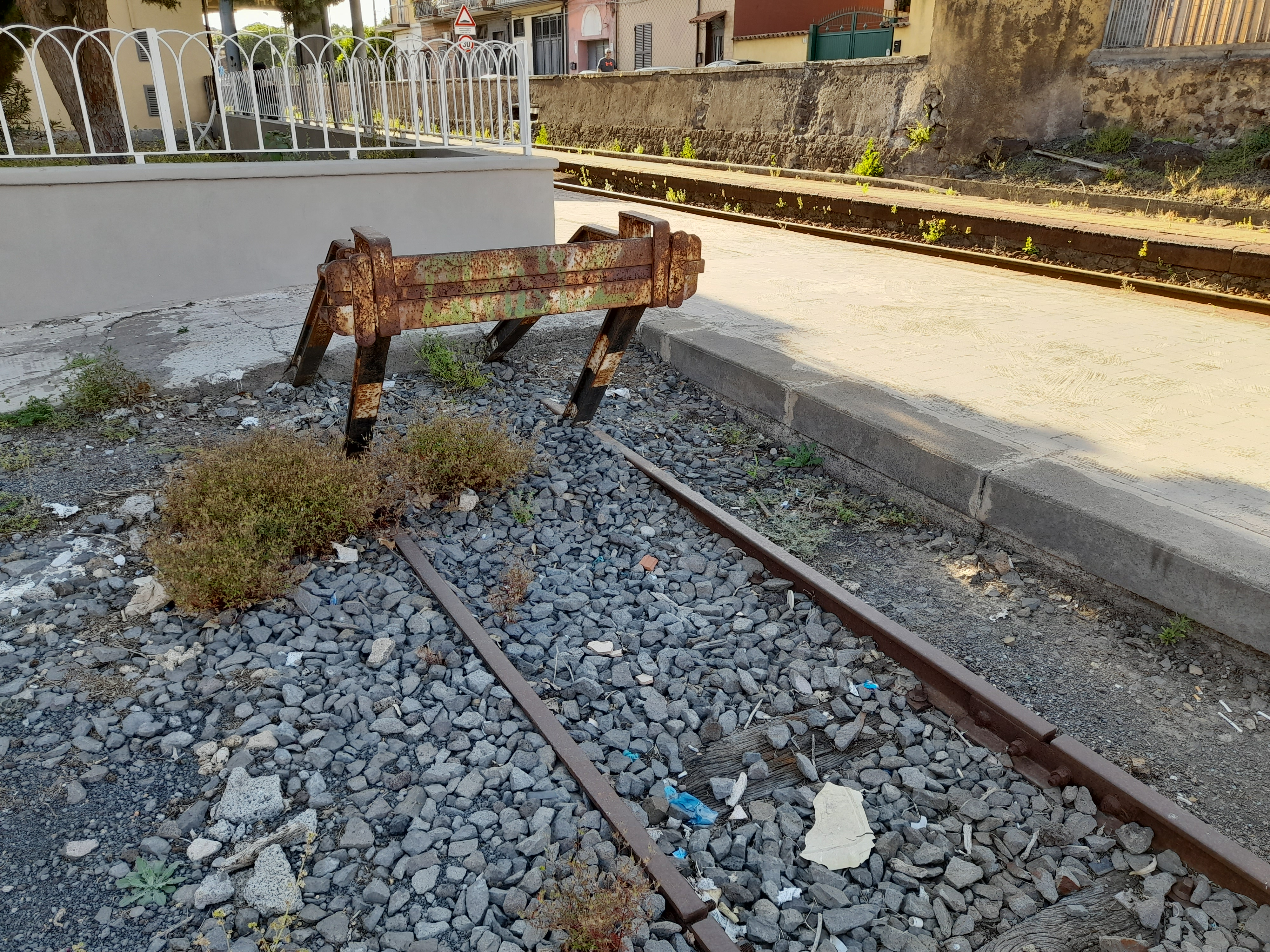
Binario tronco di ricovero con paraurti ferroviario nella stazione di Misterbianco, (Ferrovia Circumetnea, a scartamento ridotto italiano 950 mm).

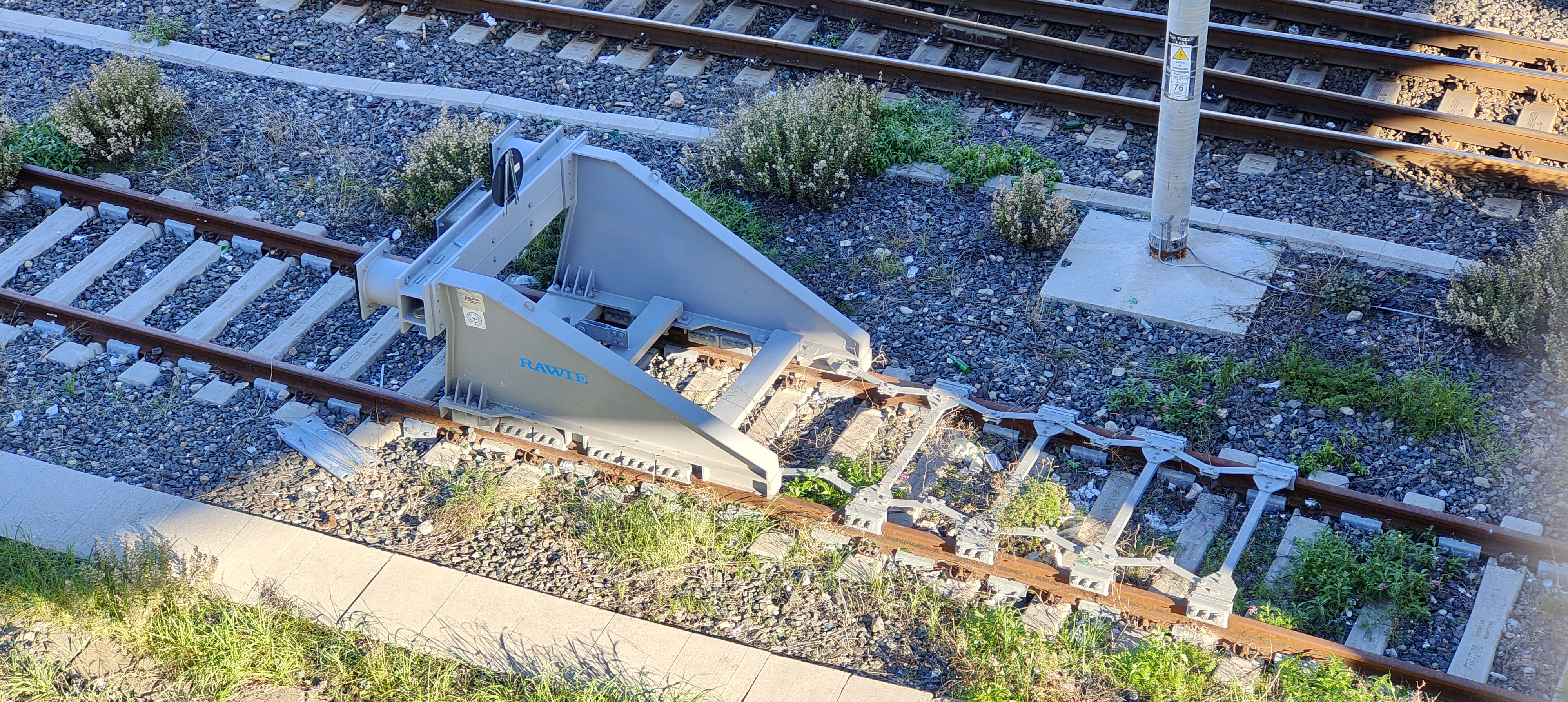
Binario tronco Rfi di tipo moderno con assorbitore di urti

Un binario tronco o binario morto è un tratto di binario ferroviario che termina con un paraurti ferroviario.

## Caratteristiche
Il termine viene di solito usato per designare quei binari di stazione adibiti alla sosta di veicoli ferroviari, di servizio, di carri merci o di locomotive in attesa di prender servizio. Costituita da un binario morto è anche la cosiddetta asta di manovra.

### Binario tronco di sicurezza

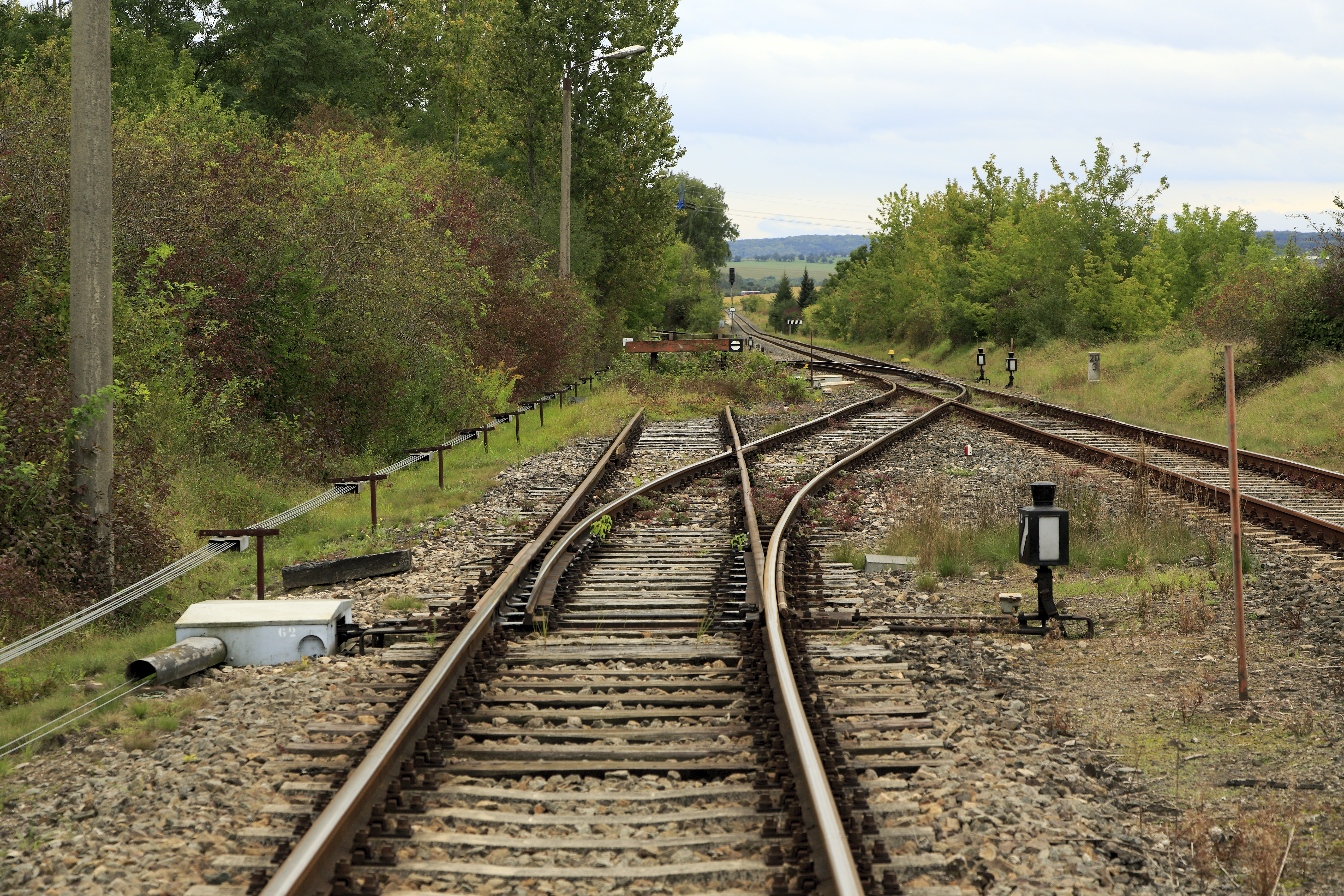
Binario tronco ("tronchino") di sicurezza, sulla ferrovia Naumburg-Artern

Sono binari tronchi (gergalmente "tronchini") anche i binari muniti di paraurti che realizzano l'indipendenza dei binari di ricovero o di raddoppio dai binari di circolazione quando gli scambi sono disposti per la non confluenza. Questa funzione è molto importante ai fini della sicurezza: un rotabile che dovesse accidentalmente muoversi da un binario di sosta non deve per nessun motivo raggiungere i binari di corsa. Per questo motivo, al termine del binario di ricovero è costruito un tronco di sicurezza, verso il quale sono orientati normalmente gli scambi dei binari di sosta, in modo tale che un rotabile che dovesse muoversi andrebbe a fermarsi sul tronchino di sicurezza e non ad invadere la linea.

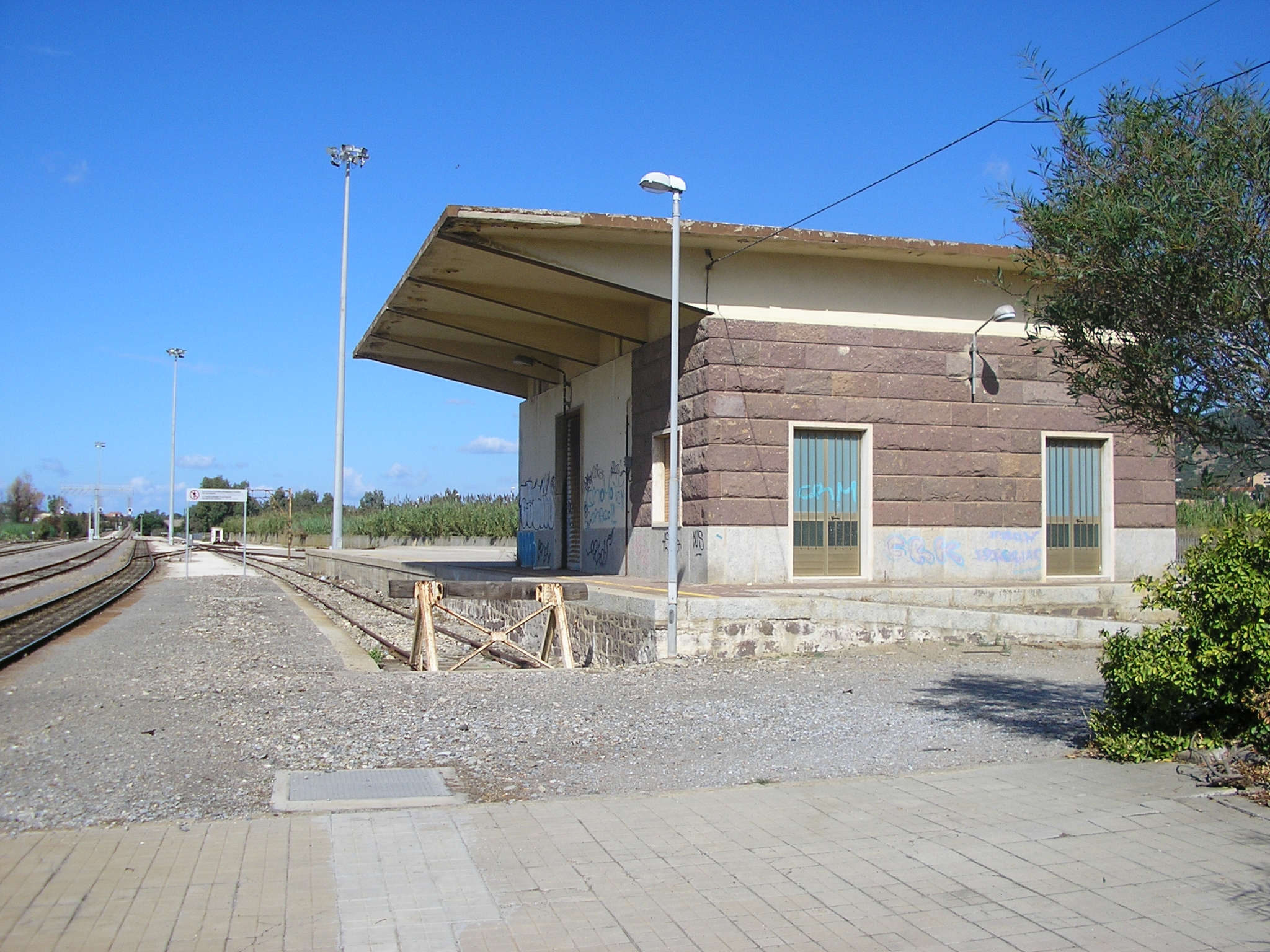
Binario tronco dello scalo merci di Carbonia, in Sardegna

### Binario di salvamento o di lanciamento
Un uso specifico dei binari tronchi, specie nel passato, è costituito dai cosiddetti binari di salvamento e di lanciamento. Tali tipi di binari, di lunghezza consistente, erano posti a scopo di sicurezza nelle linee in forte pendenza con lo scopo di instradarvi i treni che per motivazioni varie non riuscivano a rallentare a causa di inefficienza o insufficienza del sistema frenante (ciò fu particolarmente importante fino a quando fu preponderante l'uso della frenatura a mano dei vagoni). Nell'uso ordinario servivano anche  per il ricovero dei treni nelle stazioni di montagna o site in aree particolarmente difficili ove non era possibile costruire un raddoppio per gli incroci e le precedenze. La realizzazione del binario prevedeva che fosse costruito il più possibile in piano per permettere oltre al ricovero di sicurezza, anche una più agevole ripartenza per affrontare il percorso in forte ascesa. Un esempio, in Italia, sono le stazioni di ValdiBrana , sulla "Porrettana" e quelle di Seggio e Scarlata, nei pressi di Enna, sulla Ferrovia Palermo-Catania.

### Binari tronchi nelle stazioni di testa

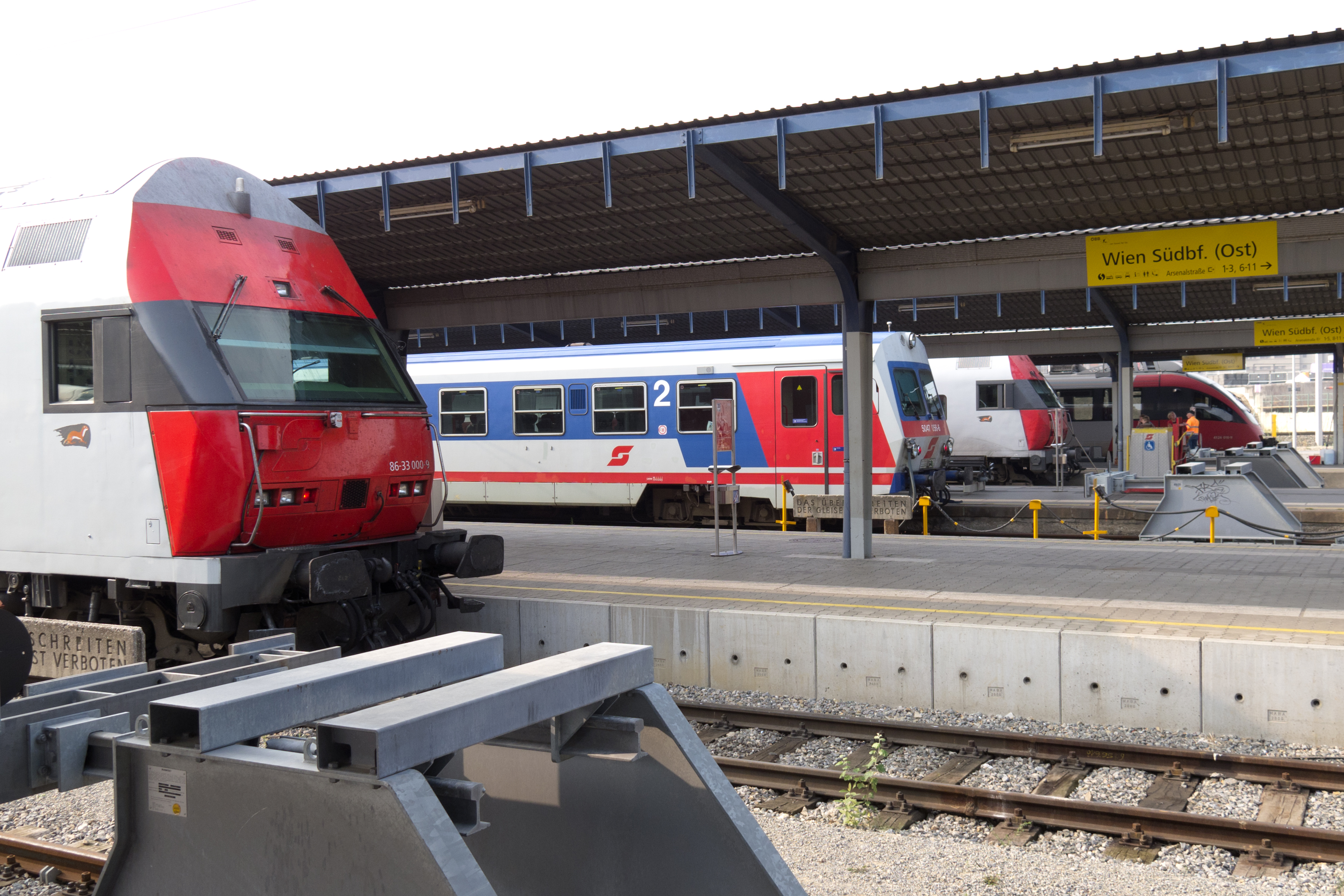
Binari tronchi in stazione di testa

Le stazioni di testa sono costituite, nella maggior parte dei casi, da binari tronchi. Altri binari tronchi, più corti, sono disposti in posizione tale da consentire la sosta delle locomotive da agganciare in coda ai treni giunti che debbano proseguire in retrocessione verso altre destinazioni. I binari, di massima, sono dotati di segnale basso o marmotta.

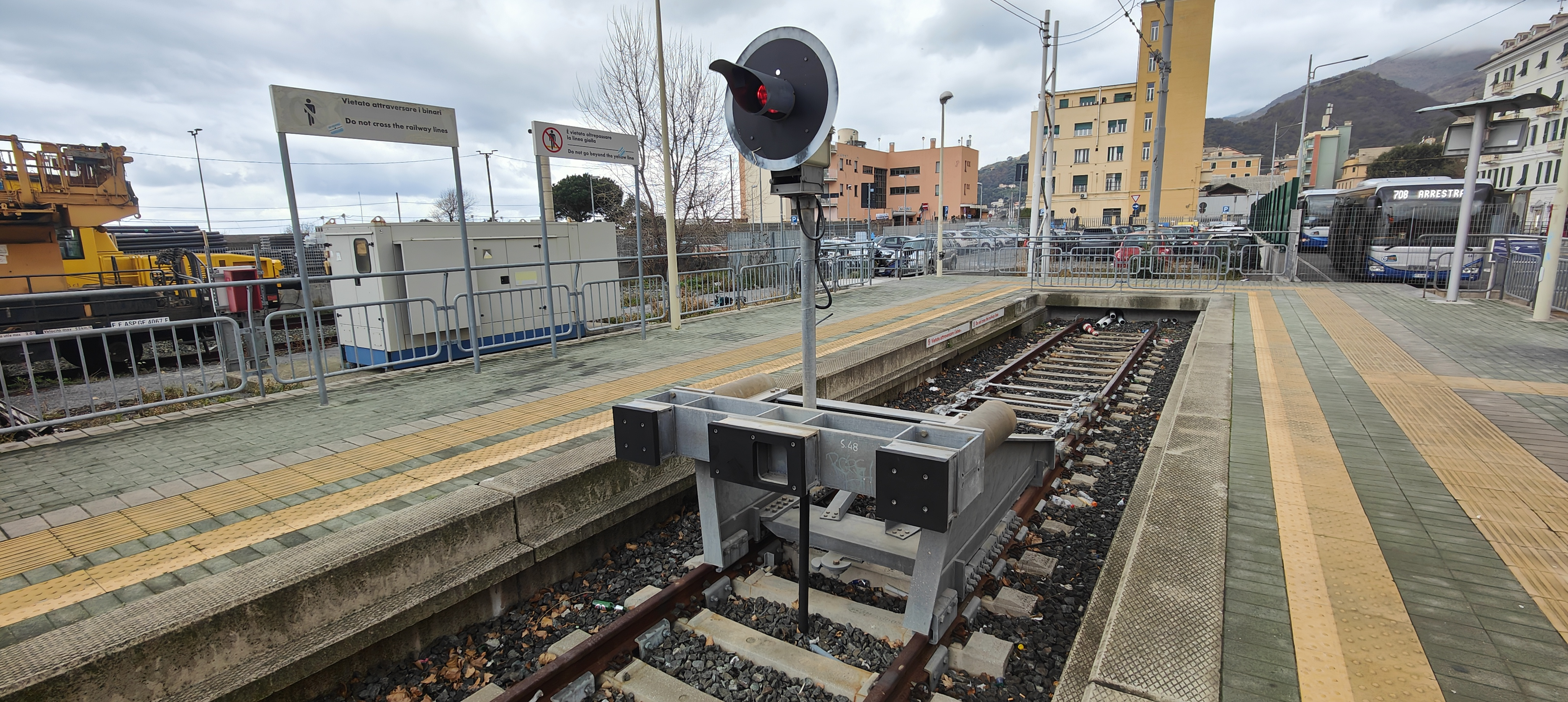
Binario tronco con ammortizzatori dotato di segnalamento luminoso a Genova Voltri

### Binario di raccordo
Si tratta di una sezione di binario di lunghezza notevole e che termina con un paraurti o che si divide in un fascio di binari, anch'essi morti, che ha la funzione di "raccordare"  uno scalo merci decentrato, uno stabilimento di produzione, una cava o una miniera, o un centro di smistamento intermodale alla piena linea o a una stazione ferroviaria.